# Hans Eysenck
Hans Jürgen Eysenck (Berlin,  4. ožujka 1916. – London, 4. rujna 1997.), britanski psiholog njemačkog podrijetla, teoretičar ličnosti. Jedan je od najutjecajnijih i najcitiranijih psihologa 20. stoljeća.

## Životopis
Hans Jürgen Eysenck rodio se u Njemačkoj 1916. godine, a u Englesku se doselio bježeći pred nacističkim progonom. 